# Cantón de Guatuso
Guatuso es el cantón número 15 de la provincia de Alajuela, en Costa Rica. Por su posición geográfica, el cantón se encuentra ubicado en la Región Huetar Norte. Cuenta con la particularidad de ser el único cantón de esta región que, junto al Cantón de Río Cuarto, no es fronterizo con Nicaragua. Está dividido en 4 distritos. Su cabecera es la ciudad de San Rafael. 
En Guatuso se localiza el Territorio indígena Guatuso, donde residen alrededor de 600 indígenas de la etnia maleku, una de las 8 etnias aborígenes de Costa Rica y la única que subsiste en la zona norte del país. Los maleku aún conservan su propio idioma y costumbres hasta la actualidad.

## Toponimia
El origen del nombre del cantón tiene relación con los aborígenes guatusos o malékus que habitan la región. Sobre el particular, existen dos versiones populares para la denominación asignada a ese grupo étnico. Una se refiere a que en el año de 1756, se vieron en una montaña, llamada en esa época Guatusa, a varios indígenas, que por encontrarse en ese lugar, se les dio el nombre de guatusos. 
Otra versión se debe a que, antes del viaje efectuado a la zona por monseñor Bernardo Augusto Thiel Hoffman, los guatusos eran considerados como indígenas de tez blanca y cabellos rojizos, parecidos al pelaje del roedor denominado guatusa, prolífero en la región.

## Historia
El territorio que actualmente corresponde al cantón de Guatuso, según versión de Norberto Castro y Tosi, estuvo habitado por indígenas maléku (también conocidos como guatusos), que fueron el resultado de la unión de botos, tices y catapas con numerosos huetares que emigraron del Valle Central. De acuerdo con estudios de Cleto González Víquez los maléku son descendientes de los corobicíes, estos últimos ocuparon el territorio comprendido entre los ríos Lajas y Tenorio hasta el mar Caribe, quienes en determinado momento atravesaron la Sierra Minera de Tilarán y se refugiaron en las llanuras del Norte.
Los primeros aborígenes se establecieron a orillas del río Cutris (hoy río San Carlos) desde donde avanzaron hasta las tierras regadas por el río Frío y sus afluentes. Aparentemente este grupo aumentó cuando el gobernador Juan López de la Flor, temiendo que los aborígenes pactaran con los piratas e intentaran una nueva incursión, como la acaecida en el año 1666, ordenó el éxodo de los botos; quienes de acuerdo con el mandato deberían asentarse en Atirro, antigua Reducción Indígena, que para ese entonces se encontraba despoblada. Esta medida bien pudo ser el móvil para que los aborígenes, que no pudieron ser aprehendidos, emigraran hacia el oeste buscando las vegas del río Frío y sus tributarios, y contar así con mayor seguridad.
El obispo de Nicaragua y Costa Rica, monseñor Esteban Lorenzo de Tristán, ya desde el año 1783, explicó su origen afirmando que los guatusos, no eran más que un "reducto de los indios de Garavito y Aranjuez"; quienes, en 1685, sorprendidos por los saqueos, incendios y destrucción de ciudad de Esparza, a manos de los piratas ingleses, huyeron amedrentados y cruzaron la Sierra Minera de Tilarán, para buscar asilo en las tierras bajas de la porción sureste de la sierra volcánica de Guanacaste, avanzando hacia el norte. Esta versión del obispo parece explicar el origen de la piel clara, más bien blanca que presentaban algunos de ellos y que prevalece en la actualidad en unos indígenas del núcleo de El Sol, cuyos padres, es de suponer fueron originarios del palenque llamado otrora de Los Chiles. Esta pigmentación de la piel, se explica por el hecho de que en esa huida a la montaña iban también elementos blancos, que luego se mezclaron dando el origen a la piel blanca.

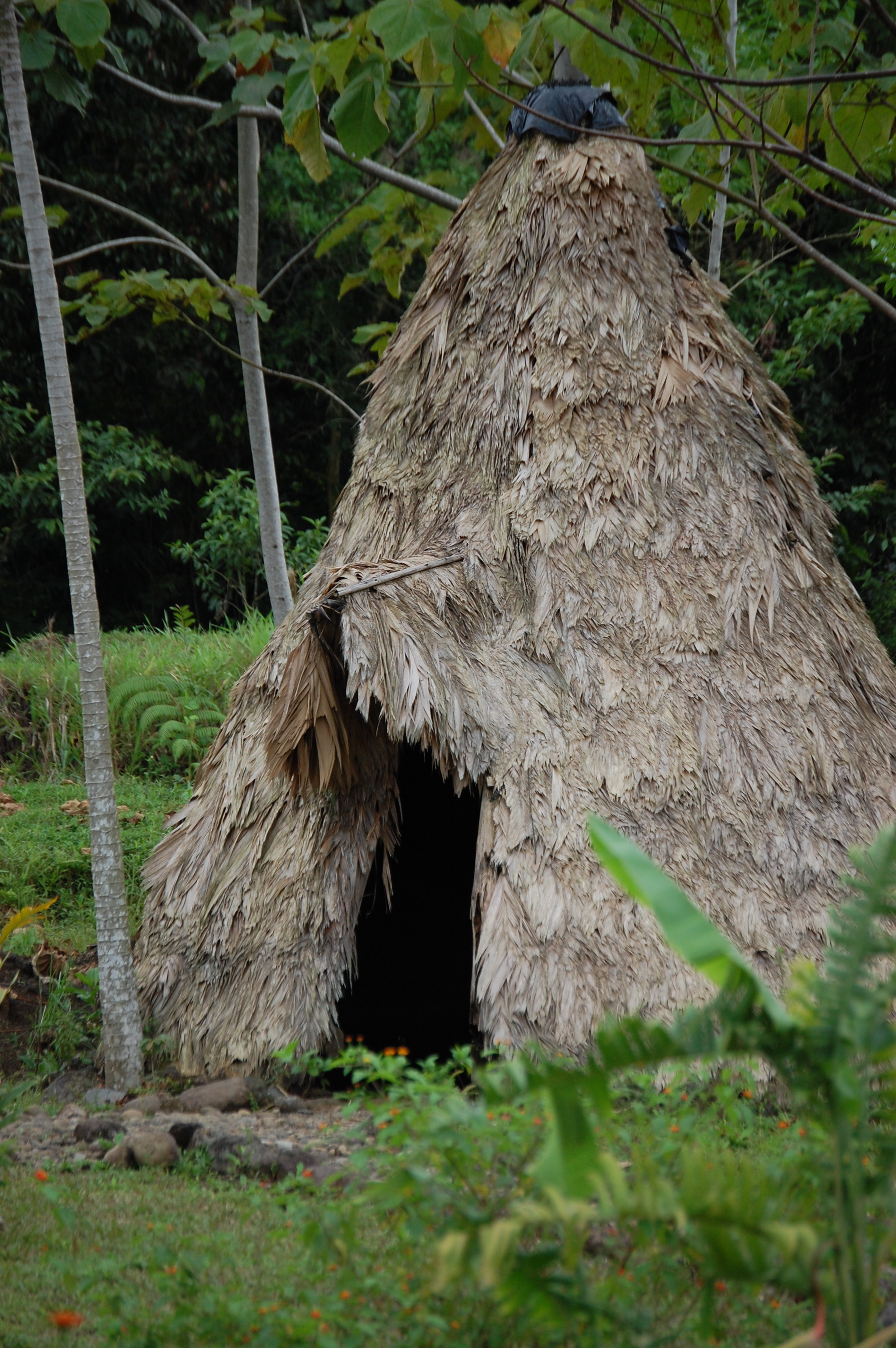
Vivienda tradicional maleku

Por otra parte, el historiador Brancfort explica la blancura de la piel de esos aborígenes, diciendo que cuando el pirata inglés Francis Drake, estuvo en Caldera en el año de 1570, debido al rudo trato que daba a su tripulación, algunos marinos se fugaron del barco para dirigir sus pasos hacia las tierras próximas al Lago de Nicaragua, cuidándose de no ser presa de los españoles, circunstancia que los llevó a mezclarse con los aborígenes, resultando algunos de sus hijos blancos y rubios.
Es de suponer que por ser las llanuras de Guatuso la continuación de las de San Carlos, con el correr del tiempo los aborígenes fueron reconociendo en la cuenca del río Frío un hábitat de mayor protección que el de las llanuras de San Carlos lo que los movió a trasladarse.
Ya en la segunda mitad del siglo XIX, comienzan a invadir las llanuras del norte los nicaragüenses, lo que pudo haber dado origen al avance de los aborígenes hacia el oeste del río San Carlos. Posiblemente las mismas contiendas que tuvo que librar el aborigen en las llanuras de Guatuso, las debió de librar en las llanuras de San Carlos cuando trató de impedir al nicaragüense que capturara sus mujeres y niños para venderlos como esclavos en Nicaragua.
Partiendo de las poblaciones de Viejo Arenal y Mata de Caña una corriente de colonos se dirigió, desde hace algunos años, hacia los bosques del río Arenal y al otro lado del límite cantonal de Tilarán; en territorio del distrito de Guatuso se establecieron en la cuenca de los ríos Tonjibe, Venado, La Muerte y Margarita, todos tributarios del río Frío. Estos movimientos migratorios siguieron las antiguas picadas o veredas de los malékus descendientes de los botos que los conquistadores encontraron en los alrededores del volcán Poás.
Sin embargo los campesinos que vinieron de otras regiones del país, al ubicarse en esas tierras no fueron causantes de la reducción de los indios guatusos a pequeños caseríos en lugares apartados. De mayor importancia para este retroceso fue la penetración de los huleros y otras personas desde el norte; particularmente nicaragüenses, que fue la población predominante de esa zona a mediados del siglo XIX.
Debido a la inmigración de campesinos costarricenses de Tilarán y otros cantones de la provincia de Guanacaste y del Valle Central, y a la construcción de caminos y veredas, aunque bastante primitivas, hacia Arenal y Fortuna, se efectuó una reorientación de esa zona del norte hacia el sur. Así la cabecera del cantón de Guatuso, San Rafael, en su primera fase de desarrollo, en los años después de 1930, se construyó una plaza central en frente de la escuela, que treinta y cinco años más tarde estaba rodeada de las construcciones más importantes del lugar.
En decreto ejecutivo n.º 20 del 18 de octubre de 1915, sobre división territorial para efectos administrativos, el barrio San Rafael de Guatuso formó parte del distrito octavo del cantón de Grecia. En la División Territorial Administrativa de la República promulgada por decreto ejecutivo n.º 26 del 28 de junio de 1957, el distrito décimo primero del citado cantón fue el barrio San Rafael de Guatuso y sus caseríos. 
En el gobierno de José Joaquín Trejos Fernández, en Ley n.º 4541, del 17 de marzo de 1970, se le otorgó el título de Villa a la población de San Rafael, cabecera del cantón creado en esa oportunidad. Posteriormente, en Ley n.º 4574 del 4 de mayo del mismo año, se promulgó el Código Municipal, que en su artículo tercero, le confirió a la villa, la categoría de ciudad, por ser cabecera de cantón.
La escuela se estableció en 1940, en el gobierno de León Cortés Castro, la que actualmente se denomina San Rafael. El colegio Técnico Profesional Agropecuario de Guatuso, inició sus actividades docentes en marzo de 1978, en el gobierno de Daniel Oduber Quirós.
En 1949 la iglesia se declaró coadjutoria, y en 1993 se construyó el templo actual. Durante el episcopado de monseñor Román Arrieta Villalobos, Primer obispo de Tilarán, en el año de 1977, se erigió la parroquia, dedicada a San Rafael; la cual actualmente es sufragánea de la diócesis de Ciudad Quesada de la provincia eclesiástica de Costa Rica.
El 9 de agosto de 1970, se llevó a cabo la primera sesión del Concejo de Guatuso, integrado por los regidores propietarios, señores Emigdio Cruz Álvarez, presidente; Antonio Soto Álvarez, vicepresidente, y Carlos Alberto Valverde Vargas. El ejecutivo municipal fue Juan Rafael Villalobos Rodríguez y la secretaria municipal Dora Solís Cruz.
El alumbrado público se inauguró en noviembre de 1979, en la administración de Rodrigo Carazo Odio.

### Creación y procedencia
En Ley n.º 4541 del 17 de marzo de 1970 (mismo decreto que creó a los vecinos cantones de Upala y Los Chiles), Guatuso se erigió como el número quince de la provincia de Alajuela, y como cabecera se designó la población San Rafael. En esa oportunidad no se fijaron los distritos de este nuevo cantón.
Guatuso procede del cantón de Grecia, establecido este último en las ordenanzas municipales, promulgadas en Ley n.º 20 del 24 de julio de 1867.

## Ubicación
Limita al norte y este con Los Chiles, al oeste con Cañas y Tilarán, al noroeste con Upala y al sur con Tilarán y San Carlos. 

## Geografía
Cantón de Guatuso cuenta con un área de 752,83 km² y una altitud media de 62 m s. n. m.
La anchura máxima es de cuarenta kilómetros en dirección este a oeste, desde el poblado La Tigra hasta el cráter del volcán Tenorio.

## División territorial administrativa
El cantón de Guatuso está dividido en cuatro distritos:
1. San Rafael (ciudad cabecera)
2. Buenavista
3. Cote
4. Katira

## Demografía
Para el año 2022, Cantón de Guatuso cuenta con una población estimada de 18 316 habitantes, y para el último censo efectuado, en 2011, Cantón de Guatuso contaba con una población de 15 508 habitantes.
De acuerdo al censo nacional del 2011, la población del cantón era de 15 508 habitantes, de los cuales, el 9,1 % nació en el extranjero. El mismo censo destaca que había 4409 viviendas ocupadas, de las cuales, el 44,7 % se encontraba en buen estado y había problemas de hacinamiento en el 7,2 % de las viviendas. El 17,2 % de sus habitantes vivían en áreas urbanas. 
Entre otros datos, el nivel de alfabetismo del cantón es del 94,2 %, con una escolaridad promedio de 6,0 años.
El censo nacional de 2011 detalla que la población económicamente activa se distribuye de la siguiente manera:
- Sector Primario: 49,2 %
- Sector Secundario: 10,0 %
- Sector Terciario: 40,8 %

Para el año 2012 presentaba un índice de desarrollo humano de 0.659 según el Programa de las Naciones Unidas para el Desarrollo, lo que lo convierte en uno de los cantones de menor desarrollo del país.

## Educación
En el cantón de Guatuso se localizan diferentes instituciones educativas.
Normalmente hay una escuela primaria en cada poblado.
En el cantón hay 3 colegios (secundarias): Unidad Pedagógica Río Celeste, Liceo Katira, y Colegio Técnico Profesional de Guatuso. 
A pesar de la intención de las personas del cantón, para que se abra una sede universitaria en Guatuso, a la fecha los esfuerzos no han dado resultado.

## Economía
La economía del cantón de Guatuso es de tipo agropecuaria. Se cultivan granos básicos, caña de azúcar, café, piña, naranja, plátano y plantas ornamentales . También es de importancia la ganadería y el comercio. El turismo tiene un peso importante en la economía del cantón. En Guatuso se ubica la entrada principal al parque nacional Volcán Tenorio, donde se encuentra una de las maravillas naturales de Costa Rica: el río Celeste. Asimismo, la cuenca del río Frío tiene importancia socioeconómica, cultural e histórica para la región.

### Turismo

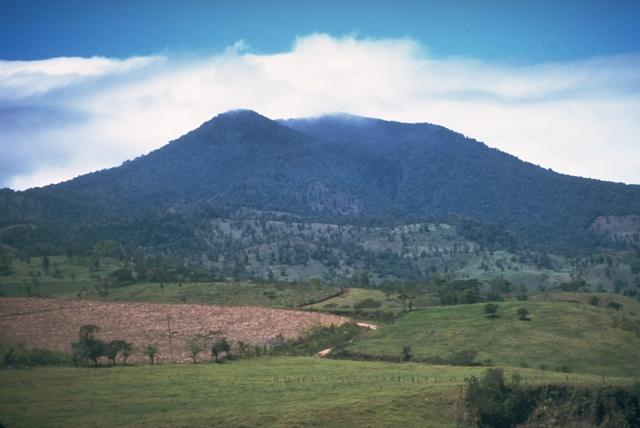
Panorámica del volcán Tenorio (vista desde la provincia de Guanacaste)

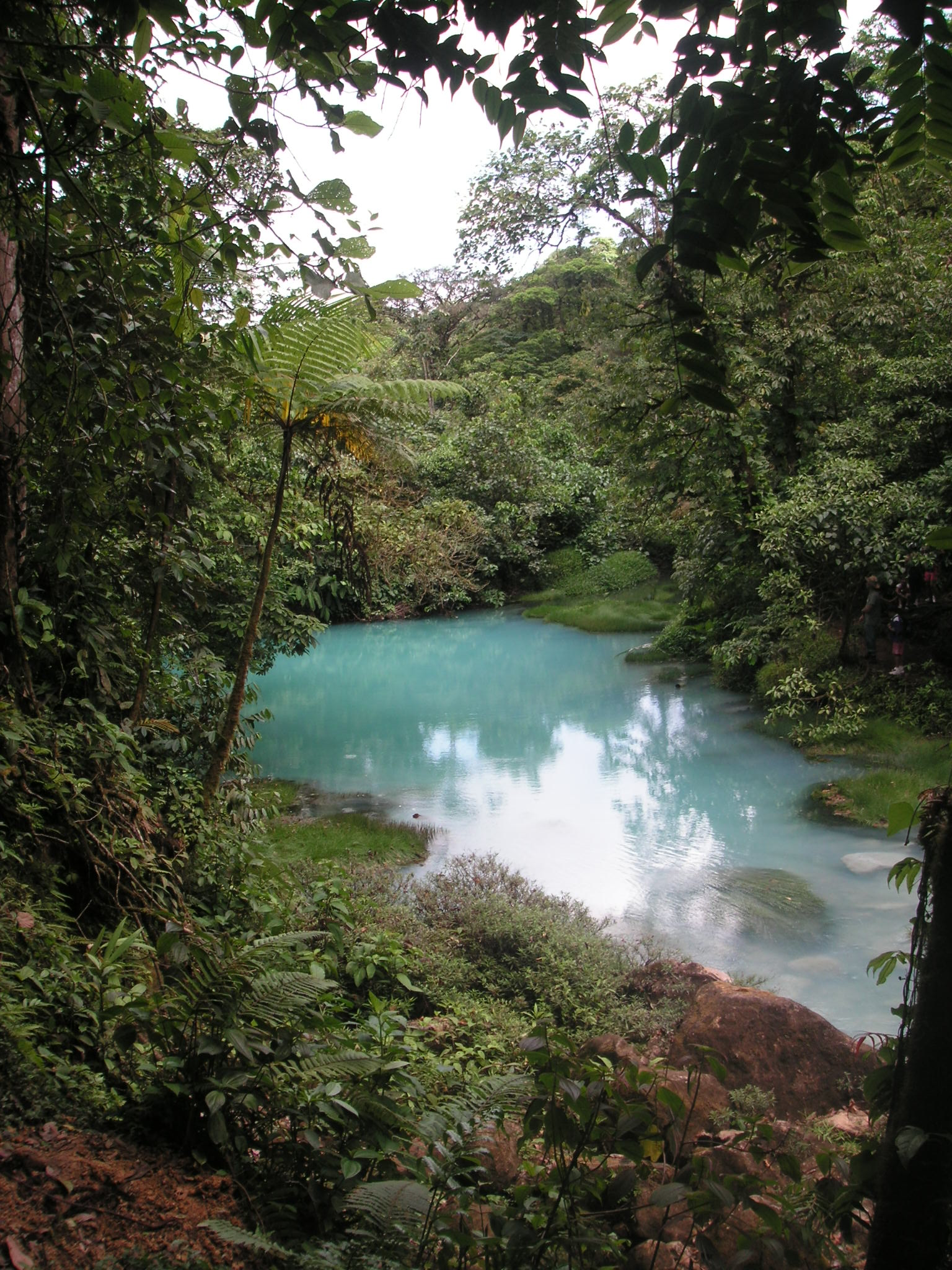
Río Celeste

Guatuso ofrece varias atracciones naturales a los visitantes:
- Parque nacional Volcán Tenorio: es un área de conservación creada en 1995, que incluye el volcán Tenorio. Está situado a unos 26 kilómetros al noreste de la ciudad de La Fortuna de San Carlos. Es una divisoria de aguas continental, y está en el límite de las provincias de Alajuela y Guanacaste.

- Río Celeste: área recreativa que está incluida dentro del anterior parque nacional.

- Lago de Cote: Es un pequeño lago de cráter de forma oval de 1,98 km² y de origen volcánico, situado 3 kilómetros al norte del Lago Arenal, a una altitud de 680 m s. n. m. En general tiene poca profundidad, estimada entre 6.3 m. y un máximo de 18 m. en su parte central.

- Cavernas de Venado: se encuentran a 3 km al este del pueblo del mismo nombre y aproximadamente a unos 45 minutos de La Fortuna. Son una formación de hace 15 o 20 millones de años, durante el período Mioceno. Estas estuvieron bajo el nivel del mar y gracias a movimientos de placas tectónicas salieron hasta ser parte de la superficie. Las cavernas fueron descubiertas por los aborígenes guatusos y están formadas por rocas calizas, estalactitas, estalagmitas y corales. La entrada a las cavernas fue descubierta en el año de 1962. La caverna consta de 12 estancias de diversos tamaños, algunas de ellas son bastante angostas y bajas, por lo que en ocasiones se debe cruzar ríos subterráneos.